# Бред Бріджвотер
Бред Бріджвотер (англ. Brad Bridgewater, 29 березня 1973) — американський плавець.
Олімпійський чемпіон 1996 року.
Призер Чемпіонату світу з плавання на короткій воді 2000 року.
Призер Пантихоокеанського чемпіонату з плавання 1997 року.
Переможець Панамериканських ігор 1995 року.